# I.N.V.U.
I.N.V.U. (I envy you) è un sunjong manhwa sudcoreano scritto ed illustrato da Kim Kang Won ed edito da Haksanpub. L'edizione italiana è stata pubblicata da Flashbook. Il titolo, acronimo di "Innocent, Nice, Vivid, Unique" è un gioco di parole sul fatto che letto di seguito si pronuncia come la frase inglese I envy you ("ti invidio").

## Trama
Sey Hong è una ragazza liceale che vive con la madre scrittrice, sognando di diventare una presentatrice del telegiornale.
Per via dei numerosi passati amorosi della madre, la ragazza, presa in giro dai compagni di scuola, sviluppa una certa fobia verso i ragazzi.
Un giorno la madre la sveglia la mattina dicendole che andrà in Italia per studio, lasciandola in corea con la famiglia di un'amica. Questa amica della madre ha pure un figlio Terry Kang. Solo che questo Terry non è un ragazzo, ma una ragazza. Il vero Terry è morto anni fa e la madre rimase talmente traumatizzata che il padre chiese alla figlia Hali di spacciarsi per suo fratello. Hali è costretta pure a vestirsi da maschio per non farsi scoprire dalla madre che di Hali non ha alcun ricordo.
Sey e Hali frequentano la stessa scuola (ma Hali si mette l'uniforme maschile), scuola in cui insegna il professore Cho Hajun, giovane di bell'aspetto che nella scuola ha persino un fanclub. Hajun è amico d'infanzia di Sey e insegnante privato di Hali al tempo delle medie. Tutte e due le ragazze hanno una cotta per lui, ma mentre Sey prova una cotta adolescenziale, quella di Hali sembra una cosa ben più profonda.
Sey ha inoltre due amiche, Rea e Jae Eun. Jae Eun è una ragazza molto solare con la passione della cucina, anche per via del bellissimo insegnante Simon. Rea invece è una ragazza molto bella che spera di entrare nel mondo dello spettacolo.
Grazie a quest'ultima Sey conosce Siho Lee. Il ragazzo frequenta la stessa scuola di Sey e si mette insieme con Rea, nonostante sembri avere più interesse verso Sey che per Rea. Che stia cercando di conquistarla? Ma lei riuscirà a guarire dalla sua allergia? Riuscirà Hali a conquistare il cuore di Hajun?

## Personaggi
- Sey Hong Liceale figlia di una madre scrittrice e di un personaggio famoso della televisione, nonostante ciò non sia certo. Non sopporta i ragazzi, ma sembra provare qualcosa per il professore Cho Hajun. Incontra però Siho Lee, ragazzo dell'amica Rea. Siho, a differenza di Sey, ha avuto varie esperienze con l'altro sesso, ma sembra molto attratto dalla ragazza.
- Hali Kang Ragazza costretta a travestirsi da uomo, ama il professore Hajun dai tempi delle medie, arrivando a dichiarare il suo amore al professore, ottenendo un secco rifiuto. Incontrandolo di nuovo al liceo, rinascono in lei i sentimenti per lui. Viene poi scoperta da un talent scout che le propone di fare la modella. In questo nuovo ambiente la ragazza, per la prima volta da tanto tempo, viene vista come Hali e non come Terry.
- Siho Lee Figlio di un boss della malavita, gestisce la stazione di rifornimento in cui lavora insieme a Sey. Legato a Rea, sembra però usare la ragazza per conoscere Sey, sua compagna di scuola.